# Masao Morinaka
Masao Morinaka est un joueur de baseball japonais né le 9 avril 1974.

## Biographie
Masao Morinaka participe aux Jeux olympiques d'été de 1996 à Atlanta et remporte la médaille d'argent.